# サフ
サフ (Sah) は、エジプト神話における星の神。

## 概要
妻に豊穣の女神ソプデトを持ち、彼女との間に戦いの神ソペドを成した。サフはオリオン座を神格化した存在とされ、対応関係にあるオシリス神の神性（豊穣もしくは死者の安寧）に関係するものを司っていたと考えられている。

## 信仰
サフの名は、古王国時代第5王朝の最後の王ウニス（在位：前2340年〜前2320年頃）のピラミッド内部に刻された「ピラミッド・テキスト」に登場し、サフとソプデトの図像もまた第1中間期から中王国時代にかけての木棺の蓋に描かれており、その信仰の歴史は古い。
ピラミッド・テキストにはかなり頻繁に登場し、星座の中に住まうものとされた。「ある季節には地上にあり、ある季節には天空にある」と実際の星座の動きも語られている。星々の海の中で舟を漕ぐものでもあるとされた。